# Esqui alpino nos Jogos Paralímpicos de Inverno de 2014 - Snowboard cross masculino
A prova de snowboard cross masculino nos Jogos Paralímpicos de Inverno de 2014 foi realizada no Parque Extreme Rosa Khutor, na Clareira Vermelha, em 14 de março de 2014. Apesar de ser uma prova de um esporte distinto, esta modalidade foi incluída no programa do esqui alpino. A prova foi disputada apenas por atletas que competem em pé.

## Medalhistas
| Ouro   | USA Evan Strong  |
| Prata  | USA Michael Shea |
| Bronze | USA Keith Gabel  |

## Resultados
Cada atleta realizou três descidas. O pior tempo é descartado e os dois tempos restantes são somados pra compor o tempo total.
| Pos.              | Bib | Atleta                            | 1ª descida | Pos.      | 2ª descida | Pos.      | 3ª descida | Pos.      | Total   | Diferença |
| ----------------- | --- | --------------------------------- | ---------- | --------- | ---------- | --------- | ---------- | --------- | ------- | --------- |
| Medalha de ouro   | 19  | USA Evan Strong                   | 52.55      | 2         | 51.62      | 1         | 51.99      | 1         | 1:43.61 | —         |
| Medalha de prata  | 20  | USA Michael Shea                  | 52.29      | 1         | 51.89      | 2         | 1:00.27    | 9         | 1:44.18 | +0.57     |
| Medalha de bronze | 28  | USA Keith Gabel                   | 54.02      | 3         | 53.61      | 3         | 53.49      | 3         | 1:47.10 | +3.49     |
| 4                 | 25  | NZL Carl Murphy                   | 54.62      | 4         | 54.48      | 4         | DSQ        | 9:99.99 ! | 1:49.10 | +5.49     |
| 5                 | 14  | CZE Tomas Vaverka                 | 1:00.91    | 12        | 57.12      | 9         | 53.03      | 2         | 1:50.15 | +6.54     |
| 6                 | 16  | BEL Denis Colle                   | 55.83      | 5         | 54.49      | 5         | DNF        | 9:99.99 ! | 1:50.32 | +6.71     |
| 7                 | 15  | CAN John Leslie                   | 56.74      | 6         | 56.25      | 6         | 55.63      | 4         | 1:51.88 | +8.27     |
| 8                 | 26  | USA Tyler Burdick                 | 57.03      | 7         | 56.73      | 7         | 55.76      | 5         | 1:52.49 | +8.88     |
| 9                 | 18  | ARG Carlos Javier Codina Thomatis | 58.01      | 9         | 56.99      | 8         | 56.57      | 6         | 1:53.56 | +9.95     |
| 10                | 17  | AUS Ben Tudhope                   | 58.78      | 10        | 59.31      | 10        | 58.06      | 7         | 1:56.84 | +13.23    |
| 11                | 27  | FIN Matti Suur-Hamari             | 57.37      | 8         | DNF        | 9:99.99 ! | 1:02.19    | 14        | 1:59.56 | +15.95    |
| 12                | 23  | CAN Tyler Mosher                  | 1:03.73    | 14        | 59.69      | 11        | 1:00.11    | 8         | 1:59.80 | +16.19    |
| 13                | 13  | NED Chris Vos                     | 1:00.03    | 11        | 1:00.69    | 12        | 1:03.24    | 17        | 2:00.72 | +17.11    |
| 14                | 22  | NED Merjin Koek                   | 1:21.94    | 26        | 1:00.78    | 13        | 1:00.63    | 11        | 2:01.41 | +17.80    |
| 15                | 32  | POL Wojciech Taraba               | 1:09.09    | 19        | 1:01.68    | 14        | 1:00.49    | 10        | 2:02.17 | +18.56    |
| 16                | 21  | FRA Patrice Barattero             | 1:07.26    | 18        | 1:03.44    | 15        | 1:01.16    | 12        | 2:04.60 | +20.99    |
| 17                | 31  | ESP Urko Egea Zabalza             | 1:03.89    | 15        | 1:11.76    | 19        | 1:02.60    | 15        | 2:06.49 | +22.88    |
| 18                | 30  | USA Daniel Monzo                  | 1:04.67    | 16        | 1:14.57    | 22        | 1:02.85    | 16        | 2:07.52 | +23.91    |
| 19                | 36  | SVK Marek Hlavina                 | 1:05.42    | 17        | 1:04.36    | 16        | 1:03.57    | 18        | 2:07.93 | +24.32    |
| 20                | 29  | AUS Trent Milton                  | 1:03.58    | 13        | 1:14.27    | 21        | 1:04.37    | 19        | 2:07.95 | +24.34    |
| 21                | 24  | CAN Ian Lockey                    | 1:09.81    | 21        | 1:08.79    | 18        | 1:01.47    | 13        | 2:10.26 | +26.65    |
| 22                | 40  | GER Stefan Losler                 | 1:16.35    | 24        | 1:06.37    | 17        | 1:34.52    | 29        | 2:22.72 | +39.11    |
| 23                | 33  | ITA Guiseppe Comunale             | 1:09.54    | 20        | 1:19.23    | 26        | 1:13.67    | 22        | 2:23.21 | +39.60    |
| 24                | 35  | UKR Ivan Osharov                  | DSQ        | 9:99.99 ! | 1:12.87    | 20        | 1:10.35    | 21        | 2:23.22 | +39.61    |
| 25                | 37  | ITA Fabio Piscitello              | 1:24.34    | 27        | 1:15.90    | 25        | 1:10.28    | 20        | 2:26.18 | +42.57    |
| 26                | 39  | ITA Luca Righetti                 | 1:14.75    | 22        | 1:15.09    | 23        | 1:17.33    | 24        | 2:29.84 | +46.23    |
| 27                | 41  | RUS Aleksandr Ilinov              | 1:15.81    | 23        | 1:15.62    | 24        | 1:14.90    | 23        | 2:30.52 | +46.91    |
| 28                | 38  | BRA André Pereira                 | 1:37.17    | 30        | 1:23.09    | 27        | 1:18.98    | 26        | 2:42.07 | +58.46    |
| 29                | 43  | RUS Igor Ivanov                   | 1:19.55    | 25        | 1:23.93    | 28        | 1:37.24    | 31        | 2:43.48 | +59.87    |
| 30                | 34  | ESP Aitor Puertas Marin           | DSQ        | 9:99.99 ! | 1:29.54    | 30        | 1:17.50    | 25        | 2:47.04 | +1:03.43  |
| 31                | 44  | RUS Kirill Finkelman              | DSQ        | 9:99.99 ! | 1:24.57    | 29        | 1:23.94    | 27        | 2:48.51 | +1:04.90  |
| 32                | 42  | UZB Yevgeniy Slepov               | 1:33.45    | 28        | 1:41.39    | 31        | 1:28.68    | 28        | 3:02.13 | +1:18.52  |
| 33                | 45  | AUT Georg Schwab                  | 1:34.94    | 29        | 1:54.47    | 32        | 1:35.63    | 30        | 3:10.57 | +1:26.96  |

Legenda
| Recorde mundial      | Recorde mundial (World record)               |                       | Recorde africano                      | Recorde africano (African) |                                           | Q | Classificado por posição (Qualified) |
| Recorde olímpico     | Recorde olímpico (Olympic record)            | Recorde da América    | Recorde da América (Americas)         | q                          | Classificado por melhor tempo (Qualified) |   |                                      |
| Melhor marca do ano  | Melhor marca do ano (World leading)          | Recorde asiático      | Recorde asiático (Asian)              | DNS                        | Não largou (Did not start)                |   |                                      |
| Recorde nacional     | Recorde nacional (National record)           | Recorde europeu       | Recorde europeu (European)            | DNF                        | Não terminou (Did not finish)             |   |                                      |
| Recorde pessoal      | Recorde pessoal do atleta (Personal best)    | Recorde da Oceania    | Recorde da Oceania (Oceania)          | DSQ / DQ                   | Desclassificado (Disqualified)            |   |                                      |
| Recorde da temporada | Recorde da temporada do atleta (Season best) | Recorde sul-americano | Recorde sul-americano (South America) | NM                         | Sem marca (No mark)                       |   |                                      |